# 이윤섭
이윤섭(1979년 7월 30일 ~ )은 대한민국의 전직 축구 선수이다. 현역 시절 포지션은 미드필더, 수비수였다. 현재 청주시에 위치한 대성중학교 축구부 감독을 맡고 있다.